# ナショナル・バスケットボール・プレイヤーズ・アソシエーション
ナショナル・バスケットボール・プレーヤーズ・アソシエーション（National Basketball Players Association, またはNBPA）は、北米男子プロバスケットボールリーグNBAの選手労働組合（選手会）であり、NBAとの間で団体協約(CBA ：collective bargaining agreement)を締結するための活動を司る。1954年に設立され、北米4大プロスポーツリーグでは最古の歴史を持つ。

## 概要
NBPAは球団オーナーとの労使交渉、不当な扱いを受けた選手の救済活動など、NBA選手の団体交渉窓口として活動する。NBAは1チームにつき15選手しか選手登録できないため、30チームある2008年現在は現役NBA選手と呼ばれる人数は最大でも450人しか存在しない。そのため選手間同士の横の繋がりが他のプロスポーツリーグと比べても強く、NBPAは非常に強い権限を持っていると言われている。彼らの熱心な活動の成果によってNBAの選手は高い地位を確立し、その平均年俸は他のどのプロスポーツリーグの選手よりも高い。一方でNBPAは発足以来協会や球団オーナーと度々衝突しており、労使協定更新の度にロックアウト・ストライキ危機が発生し、1998年には実際にロックアウトの発生によってシーズンの約1/3が消滅するという事態となった。

## 沿革
1954年　初代選手会長：ボブ・クージー
ボストン・セルティックスのボブ・クージー主導のもと、北米4大プロスポーツリーグでは初の労働組合となるNBPAが発足。初代選手会長にはクージーが就任した。しかし当時は各球団オーナーから正式な団体交渉の窓口として認められず、当時は労働組合としてはあまり機能していなかった。クージーは組合の結束力を高めるために、その時代の有力な選手宛てに手紙を送り、多くの選手から色よい返事を得ることができたが、フォートウェイン・ピストンズ所属のアンディ・フィリップらは球団オーナーの妨害に遭い、手紙の返事を書くことを許されなかった。
クージーはこのシーズンのオールスター期間中に協会コミッショナーのモーリス・ポドロフと面会し、解散したチームの選手に対する給料未払い、エキシビションゲームの制限、審判が試合中に選手に課することが出来た15ドルの罰金（Whisper Fine：ささやき声罰金）の廃止、テレビ・ラジオ出演の際の25ドルの出演料の要求、選手・オーナー間の衝突の際の公平な仲裁機関の設立などの要求を行った。ポドロフは解散したボルティモア・ブレッツの選手への給料の支払い、その他の案件に関しては2週間以内に選手代表と会見の場を設けることを約束した。
1957年
ポドロフとの約束は結局3年間もの間守られることなく、選手代表と協会・オーナーが会見の場を持つことができたのは1957年の1月だった。この場で協会はNBPAを組合として正式に認め、以下のことが決められた。
- ささやき罰金の試験的な廃止。
- 7ドルの日当と旅費の支払い。
- エキシビションゲームの試合数の削減。
- 選手、球団オーナー、協会の三者理事会の設立。

ささやかなものではあったが、これらはNBPAが組合として初めて勝ち取った成果だった。しかし当時の多くの選手たちはNBPAの活動に関心が薄く、多くの選手がNBPAへの年間10ドルの会員費を拒んだことにクージーは失望し、1958年に選手会長から辞任した。後任に同じセルティックスのトム・ヘインソーンが就任。
1958年　第二代選手会長：トム・ヘインソーン
1964年　オールスター決起
NBPAは協会にはその立場を認められてはいても、球団オーナーには正式な団体交渉窓口として認めておらず、1957年以降の数年間を無為に過ごし、1958年に原則合意に至った年金制度の設立も実現しなかった。そんなNBPAが初めて強硬な姿勢に出たのが1964年のオールスターに対するボイコット運動である。初めてテレビ中継が入るこの年のオールスターを絶好の機会と捉えたヘインソーンは、オールスター出場選手らと結束し、オールスターゲームをボイコットする構えを見せることで、強引に交渉の場を築き、以下のことを約束させた。
- 日当を8ドルに加増。
- 年金制度の設立。

この時NBPAが取った強硬姿勢に球団オーナーたちは肝を冷やし、NBPAを全てのNBA選手の独占的な団体交渉代表として認めるに至った。
1965年　第三代選手会長：オスカー・ロバートソン
1967年
NBPAのエキシビションゲームの削減と年金制度の充実化の要求に球団オーナーが反発。一時はその年のプレーオフの消滅危機にも陥ったが、3月には解決に至り、プレーオフも無事行われた。
- 年金制度の充実化
- エキシビションゲームの削減。
- レギュラーシーズンを全82試合に制限。
- 健康診断と保険金制度の導入。

1970年　オスカー・ロバートソン訴訟
1967年に誕生したABAはNBAと壮絶な選手の引き抜き合戦を引き起こし、そのおかげでこの時期の選手たちは給料の高騰という恩恵を授かった。しかし1970年にはNBAとABAの合併が合意に至ったため、給料の減額を恐れたNBPAはその阻止に動き、オスカー・ロバートソン訴訟と呼ばれる裁判を起こした。これはNBPA側の敗訴に終わり、1976年にはABAがNBAに吸収合併されるが、この訴訟によってフリーエージェント制度確立への動きが急速に進んだ。
1974年　第四代選手会長：ポール・サイラス
1976年　フリーエージェント制度の確立
選手と球団オーナーが『ロバートソン契約』に署名。契約切れの選手をなおチームに結びつけていた様々なオプション条項が廃止され、フリーエージェント制度が確立される。
1980年　第五代選手会長：ボブ・レイニア
1983年　初の労使協定の締結
1970年代はNBAにとって暗黒の時代であり、マリファナの蔓延によりリーグのイメージは著しく低下し、また大多数のチームが赤字経営に苦しんでいた。1982年にはカンザスシティ・キングスとサンディエゴ・クリッパーズで給料の未払いが発生し、選手たちはストライキ突入一歩手前まで踏み込んでいた。この問題を機にNBPAと球団オーナーは歩み寄り、1983年にはNBA初の労使協定が結ばれた。
- サラリーキャップ制度の導入（北米4大プロスポーツリーグでは初の試み）。
- 選手の最低保証額を4万ドルとする。
- 球団はリーグ全体で最低253人の選手を保有しなければならない。

NBAはこの時期に登場したマジック・ジョンソンとラリー・バードらの活躍で危機的状況から抜け出すが、この労使協定が果たした役割も小さいものではなかった。しかしこの時導入されたサラリーキャップは選手とオーナーの間で新たな問題を引き起こし、この制度を巡って両者は今後も激しく対立することになる。
1985年　第六代選手会長：ジュニア・ブリッジマン
1987年　第七代選手会長：アレックス・イングリッシュ
サラリーキャプ制度に大きな不満を持っていたNBPAは、先代ブリッジマン選手会長の時に最初の労使協定の期限切れを狙って、独占禁止訴訟を起こす。裁判自体はNBPA側の敗訴に終わるが、この時の労使交渉で選手は完全なフリーエージェント制度を獲得した。新労使協定の内容は以下の通り。
- サラリーキャップは引き続きリーグの全収益（BRI）の53%とする。
- 完全なるフリーエージェント制度の確立（北米4大プロスポーツリーグでは初）。
- 1989年のNBAドラフト以降、ドラフト3巡目以下を廃止。

1989年　第八代選手会長：アイザイア・トーマス
1994年　第九代選手会長：バック・ウィリアムズ
NBAは最初のロックアウト危機を迎える。マジックとバードの活躍からマイケル・ジョーダンの登場で未曾有の好景気に沸いていた当時のNBAは、同時に選手の年俸の異常な高騰という問題も抱え、この時期から年俸の抑制を巡ってNBPAとオーナーの対立が鮮明化した。そしてこの年には労使協定の更新が難航し、6月にはオーナーとNBPAが双方を独占禁止法違反で訴えた。労使協定が締結されないまま11月を迎えれば、ロックアウトやストライキによって新シーズンが始まらない事態も起こりえたが、一度は決裂したオーナーと選手会は10月に入って再協議に入り、新協定締結は先送りした形で、新シーズンは通常通り行われることになった。この一連の動きはバック・ウィリアムズ事件と呼ばれている。
1995年　第一次ロックアウト
先送りされた労使協定の締結は翌年に入っても解決を見ず、オーナー側は7月1日にNBPAに対して、新協定の合意が無ければロックアウトを実施するという最終宣告を通知。そして事実上NBA初のロックアウトに突入する。この事態にパトリック・ユーイングを始めとする有志の選手が問題解決に動き、ラグジャリー・タックス（贅沢税）の引き下げや、ラリー・バード例外条項の復活などのリーグからの譲歩を引き出した。9月には新協定合意の是非を問うNBA全選手による無記名投票が行われ、この時は226選手中134の反対で否決されたが、後日選手代表25名のみで再投票が行われ、23名が賛成に投票。9月15日に行われた球団オーナー24人の投票でも19人が賛成に投じ、ようやく新協定締結が決まり、新シーズンが始まる前にロックアウトも無事解除された。しかしその内容はシーズンの短縮が現実化する4年後の1998年に発生するロックアウトの原因を、多く孕むものだった。
- ラリー・バード例外条項の復活。3年間同じチームでプレーした選手は、サラリーキャップ上限額に制限されずに契約できる制度だが、後にこの例外条項を用いたためにサラリーキャップを超過するチームが続出し、4年後に発生するロックアウトの最大の原因となった。
- ルーキー・サラリーキャップの確立。当時鰻上りだった新人選手の契約金を抑える目的で導入されたが、4年後に自由契約となるこの制度は、4年後にフリーエージェントとなる選手の年俸高騰に繋がり、やはりロックアウトの原因の一つとなった。
- サラリーキャップの上限をリーグ全体の収益48.04%とする。

1996年の7月11日にも、テレビ放映権の収益に関する問題で、僅か2時間だけのロックアウトが発生している。
1997年　第十代選手会長：パトリック・ユーイング
1998年　第三次ロックアウト
1998-99年のNBAロックアウトによるシーズン短縮が現実化する。労使協定の更新を巡ってNBPAとオーナーがまたもや対立。最大の原因はラリー・バード例外条項が多用された結果、各球団の年俸総額が急激に膨れ上がり、オーナーと協会がラリー・バード例外条項を廃止し、現行のサラリーキャップ制度をソフトキャップからハードキャップに移行させようと画策したことである。今回は双方とも歩み寄りの姿勢を見せず、7月1日にはNBA史上3度目のロックアウトに突入し、交渉は何の進展も見せないまま新シーズンが始まる11月を迎えてしまい、ロックアウト期間中のあらゆる試合、行事が中止された。労使協定が更新され、新シーズンが開幕を迎えたのは年を跨いだ2月のことだった。
- サラリー抑制のため、昇給率は新規契約の場合は年10%、再契約の場合は12.5%とする。なお新規契約の最大契約年数は6年、再契約の最大契約年数は7年とする。
- 保証金（エクスロー）制度のエクスロー率を10%とする。全選手の総サラリーがBRI（リーグの全収益）の55%を超えた場合、各選手から集められた保証金から超えた分だけの額を、各チームのオーナーに返還される。なお、サラリーキャップは引き続きBRIの48.3%とする。
- ラリー・バード例外条項の継続。
- 100万ドル例外条項（チームサラリーがサラリーキャップを超えているチームでも、この条項以内の金額であれば、1名もしくは複数のフリーエージェントと契約できる。後にバイアニュアル例外条約に改名される）など、更なる例外条項の追加。ミドル例外条項導入も合意された。

2000年　第十一代選手会長：マイケル・カリー
2004年　第十二代選手会長：アントニオ・デイビス
2005年　
労使協定の更新。この時の協議もやはり揉めに揉め、一時はロックアウト不可避とも報じられた。
- NBA入りの最低年齢制限が、18歳から19歳に引き上げられる（高校生のアーリーエントリーを禁止とした）。
- 最低保証額をBRIの55%から57%に増大。リーグが、総年俸額の補償額率を上げたのは初めてのこと。
- サラリーキャップを従来の48.3%から51%に引き上げる。
- エクスロー率を従来の一律10%から1年目は10%、2〜5年目は9%、6年目は9%とする。
- 最大契約年数を新規契約の場合は6年から5年に、再契約の場合は7年から6年に短縮する。
- 昇給率を新規契約の場合は年10%から8%、再契約の場合は12.5%の場合は10.5%とする。
- 故障者リストの廃止。かわりにロスター枠は当時の12名から15名に拡大され、試合前ごとにアクティブ（12名）とインアクティブ（3名）の選手をコーチが決める。
- ルーキー契約を従来の3年+1年のチームオプションから2年+2年のチームオプションとする。
- 薬物検査の強化。
- 服装規定。

2006年　第十三代選手会長：デレック・フィッシャー
2011年　第四次ロックアウト
2011年7月1日、オーナー側と収益配分の割合を巡る交渉が紛糾し、13年振り4回目の2011年のNBAロックアウトに突入した。交渉は難航し、プレシーズンゲームは全て中止となり、同年10月10日には11月1日の開幕予定を2週間遅らせ、その間の試合は全て中止とすることが決定。最終的に同年11月25日にようやく労使交渉が妥結しロックアウトが解除されたが、シーズン開幕が同年12月25日（NBAクリスマスゲーム）までずれ込むなど、シーズンに大きく影響が出てレギュラーシーズンが66試合に短縮された。
2013年　第十四代選手会長：クリス・ポール
2021年　第十五代選手会長：CJ・マッカラム